# Chalkia
Chalkia (griechisch Χάλκεια (f. sg.)) ist ein Gemeindebezirk der Gemeinde Nafpaktia eine griechischen Region Westgriechenland mit 2219 Einwohnern (2021). Als Gemeinde wurde er 1994 aus fünf Landgemeinden gebildet und 1997 um zwei weitere erweitert. Größter Ort war ab 1997 die Siedlung Galatas, in der etwa ein Drittel der Einwohner lebten. 2010 wurde die Gemeinde mit fünf weiteren zur neuen Gemeinde Nafpaktia fusioniert, wo sie seither einen Gemeindebezirk bildet.
Das Gebiet der ehemaligen Gemeinde liegt an der Nationalstraße 5 zwischen Messolongi und Andirrio.

## Verwaltungsgliederung
| Dimotiki Kinotita | griechischer Name                | Code     | Fläche (km²) | Einwohner 2001 | Einwohner 2011 | Einwohner 2021 | Dörfer und Siedlungen       |
| ----------------- | -------------------------------- | -------- | ------------ | -------------- | -------------- | -------------- | --------------------------- |
| Trikorfo          | Δημοτική Κοινότητα Τρικόρφου     | 38060601 | 24,577       | 0440           | 0374           | 0373           | Trikorfo                    |
| Ano Vasiliki      | Δημοτική Κοινότητα Άνω Βασιλικής | 38060602 | 07,741       | 0177           | 0098           | 0093           | Ano Vasiliki                |
| Vasiliki          | Δημοτική Κοινότητα Βασιλικής     | 38060603 | 10,577       | 0329           | 0409           | 0234           | Kato Vasiliki, Perama       |
| Gavrolimni        | Δημοτική Κοινότητα Γαβρολίμνης   | 38060604 | 11,552       | 0363           | 0187           | 0294           | Gavrolimni                  |
| Galatas           | Δημοτική Κοινότητα Γαλατά        | 38060605 | 27,291       | 1212           | 1070           | 0965           | Galatas, Kryoneri           |
| Kalavrouza        | Δημοτική Κοινότητα Καλαβρούζης   | 38060606 | 24,827       | 0132           | 0075           | 0083           | Kalavrouza, Kato Kalavrouza |
| Perithori         | Δημοτική Κοινότητα Περιθωρίου    | 38060607 | 06,863       | 0210           | 0184           | 0177           | Perithori                   |
| Gesamt            | Gesamt                           | 380606   | 113,428      | 2863           | 2397           | 2219           |                             |